# Black and Blue (Uh Huh Her)
Black and Blue è il secondo EP delle Uh Huh Her, pubblicato il 19 aprile 2011 negli Stati Uniti d'America.
Le tracce, a differenza dei loro precedenti lavori e dell'album Nocturnes che seguirà a distanza di pochi mesi, hanno sonorità più ritmate e dance.
Il duo ha infatti ammesso che, nonostante l'uscita sia stata prima dell'album, il prodotto è stato concepito dopo la lavorazione di quest'ultimo (decisamente con sonorità più rock-pop)e rispecchia di più la direzione della band attualmente.

## Tracce
1. Black and Blue – 3:17
2. Never The Same – 3:33
3. I've Had Enough – 3:31
4. Philosopher – 3:31
5. Fascination – 3:01
6. No Sacrifice – 3:40